# Edmund Lawrence (baloncestista)
Edmund "Ed" Lawrence (en algunas fuentes citado como Edmond) (Lake Charles, Luisiana, 8 de diciembre de 1952 - 16 de julio de 2015) fue un jugador de baloncesto estadounidense que jugó tres partidos en la NBA, además de una temporada en la All-American Basketball Alliance. Con 2,13 metros de estatura, jugaba en la posición de pívot. Su hermano David también fue jugador de baloncesto.

## Trayectoria deportiva

### Universidad
Jugó durante cuatro temporadas con los Cowboys de la Universidad Estatal McNeese, en las que promedió 19,5 puntos y 11,9 rebotes por partido. Su promedio reboteador es el más alto de la historia de la universidad, liderando la misma también en tapones, con 331, y en tapones en un partido, con 10. En su primera temporada fue incluido en el segundo mejor quinteto de la Southland Conference, y en el primero en las tres restantes.

### Profesional
Fue elegido en la octogésimo cuarta del Draft de la NBA de 1976 por Cleveland Cavaliers, pero no llegó a firmar contrato. En 1978 jugó con los Carolina Lightning de la All-American Basketball Alliance, con los que promedió 16,9 puntos por partido.
Ya en la temporada 1980-81 de la NBA fichó antes del comienzo de la competición por los San Antonio Spurs, pero no llegó a debutar con el equipo. En el mes de enero finalmente fichó por Detroit Pistons, con los que disputó tres partidos, en los que promedió 4,0 puntos y 1,3 rebotes.

## Estadísticas de su carrera en la NBA

### Temporada regular
| Temporada | Edad | Equipo          | Liga | Pos. | P | TIT | MIN | TC  | TCA | %TC  | 3P  | 3PA | %3P | 2P  | 2PA | %2P  | TL  | TLA | %TL  | R.OF. | R.DEF. | REB | ASIS | ROB | TAP | PER | FP  | PTS |
| 1980-81   | 28   | Detroit Pistons | NBA  | C    | 3 |     | 6.3 | 1.7 | 2.7 | .625 | 0.0 | 0.0 |     | 1.7 | 2.7 | .625 | 0.7 | 1.3 | .500 | 0.7   | 0.7    | 1.3 | 0.3  | 0.3 | 0.0 | 0.3 | 2.0 | 4.0 |
| Total     |      |                 | NBA  |      | 3 |     | 6.3 | 1.7 | 2.7 | .625 | 0.0 | 0.0 |     | 1.7 | 2.7 | .625 | 0.7 | 1.3 | .500 | 0.7   | 0.7    | 1.3 | 0.3  | 0.3 | 0.0 | 0.3 | 2.0 | 4.0 |